# Skala Gleasona

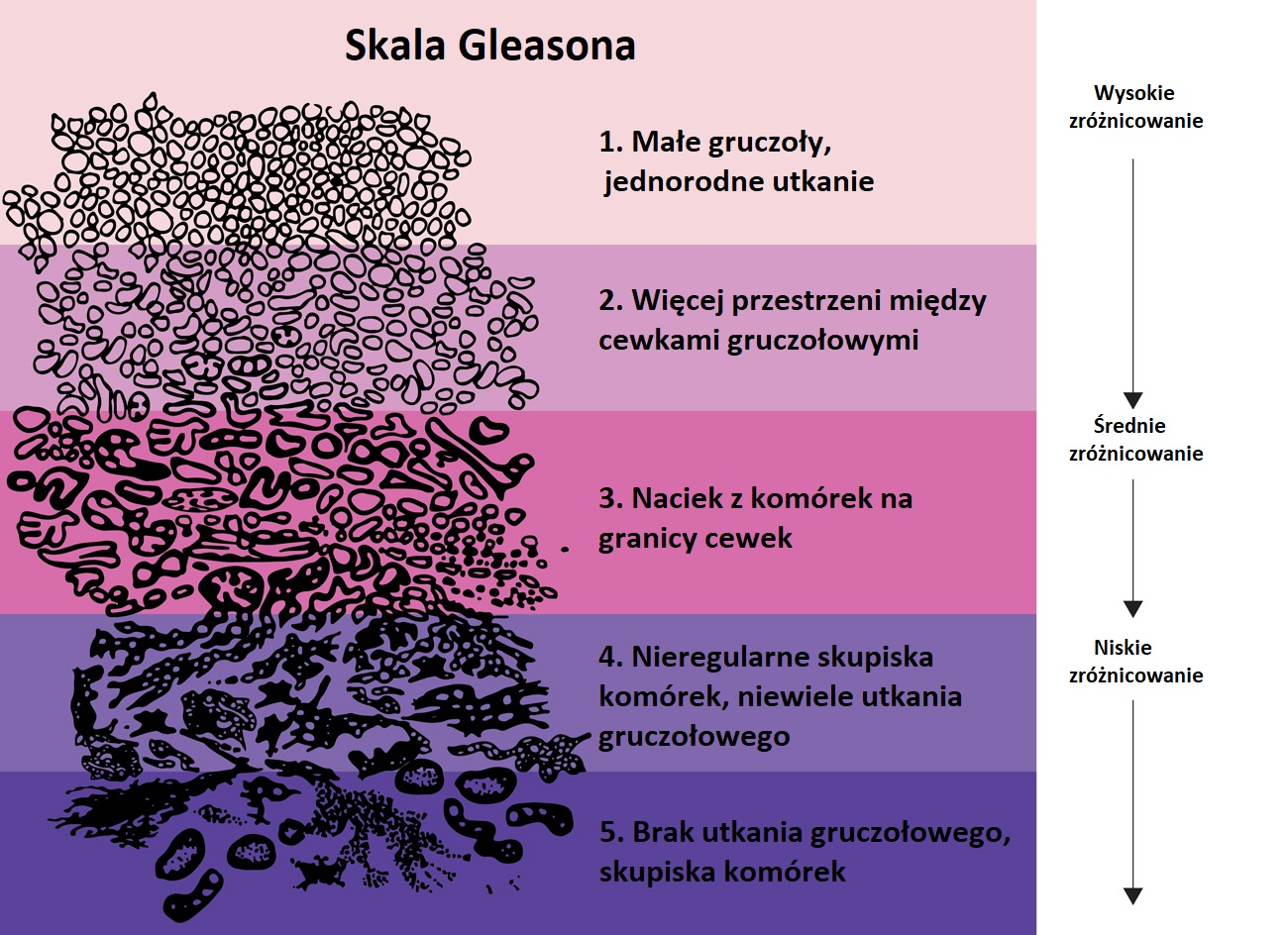

Skala Gleasona, klasyfikacja Gleasona, system Gleasona – zalecany przez Światową Organizację Zdrowia sposób oceny patomorfologicznej raka gruczołu krokowego, silnie skorelowany z rokowaniem oraz ze stadium zaawansowania klinicznego.
Metoda ta opiera się na określeniu stopnia złośliwości histologicznej rozrostu nowotworowego, czyli rodzaju utkania (struktury tkankowej) guza. Zmiana wysoko zróżnicowana otrzymuje 1 punkt, a nisko zróżnicowana 5 punktów. W skali Gleasona ocenia się dwa przeważające, zwykle pod względem objętości zajmowanej w narządzie, typy histoarchitektoniczne nowotworu, a otrzymane punkty sumuje się i podaje wynik końcowy, zawierający się w przedziale od 2 do 10. Dla przykładu, rak gruczołu krokowego, w którym jednym dominującym typem (ang. index tumor lub dominant tumor) jest nowotwór nisko zróżnicowany, naciekający tkanki bez wyraźnej granicy (5 punktów), a drugi dominujący typ to nowotwór średnio zróżnicowany i częściowo dobrze odgraniczony (3 punkty), otrzyma wskaźnik Gleasona równy 8 (5 +3 = 8).
Nazwa tej skali pochodzi od nazwiska Donalda Gleasona, amerykańskiego lekarza i histopatologa.